# Котис III (царь Боспора)
Котис III (Тиберий Юлий Котис III Филоцезар Филоромей Эвсеб; др.-греч. Τιβέριος Ἰούλιος Κότυς Γ' Φιλόκαισαρ Φιλορώμαιος Eὐσεβής; умер в 234/235) — царь Боспора в 227/228—234/235 годах.

## Биография
Котис III происходил из династии Тибериев Юлиев. По одной версии, он — сын царя Рескупорида III (II), по другой версии, брат последнего (сын Савромата II). Впрочем, большинство исследователей придерживаются первой версии.
В 227 или 228 году после смерти Рескупорида III и его сына Реметалка II, возможно, в результате заговора самого Котиса III, он стал новым царём Боспора. Столкнулся с внешней угрозой со стороны аланских кочевых объединений. Последние атаковали владения Котиса III в центральном Крыму.
С целью противостояния аланам заключил союз с сарматами, женившись на представительнице одного из этих племён. Для укрепления контроля сделал соправителями старших сыновей Савромата III (в 229 году) и Рескупорида IV (в 233 году). При этом хранил верность римскому императору Александру Северу.
Одновременно продолжалось ухудшать экономическое положение Боспорского царства. Котис III вынужден был уменьшать вместимость золота в статерах. К концу своего правления практически перестал чеканить золотые монеты, перейдя на серебряные и бронзовые.
К концу своего владычества сумел сохранить границы государства нетронутыми, не уступив кочевникам какие-либо владения. Умер в 234 или 235 году. Власть поделили сыновья Рескупорид IV и Ининтимей.